# Боева, Татьяна Ивановна
Татья́на Ива́новна Бо́ева (9 июня 1951, Одесса — 7 мая 2012, Одесса) — украинская джазовая певица, солистка оркестра Олега Лундстрема в начале 1970-х.
Татьяна Ивановна никогда не училась пению, не знала нот, свой природный талант развила сама, слушая и подражая легендам американского джаза. За свою жизнь Татьяна Боева воспитала несколько поколений джазовых вокалистов, а также исполнителей популярной музыки.

## Биография
C 1968 до 1970 гг. Татьяна выступает с ресторанными ансамблями и оркестрами.
В 1970—1971 годах Татьяна Боева — солистка оркестра Олега Лундстрема.
1972 — солистка Московского Мюзик-холла.
1978 — Татьяна принимает участие в донецком джазовом фестивале
1981 — лауреат конкурса песен стран соцсодружества в составе группы «Скифы» в Ялте. 
1992 — съемки в художественно-документальном фильме «Summertime» (режиссёр С.Стасенко, Одесская киностудия).
1996 — Татьяна Ивановна принимает участие в международном джазовом фестивале «Jazz-voice» в Москве.
1997 — выступление на фестивале «Джаз над Енисеем» в Красноярске. Позже в этом году Татьяна принимает участие в записи юбилейного диска группы «Квартал» в Москве, исполнив песню Артура Пилявина «Only to leave you». Далее — выступление на джазовом фестивале «Новой музыки» в Архангельске. В этом же году состоялся театральный бенефис Татьяны Ивановны в спектакле «Женщина. Времена года».
1998 — участие в международном «Фестивале одной песни» в г. Пярну в Эстонии — «Summertime». В этом же году Татьяна Боева выступает на джазовом фестивале «Дюкамерон-98» в Одессе.
1999 — певица принимает участие в «Днях культуры Украины во Франции». В этом же году выступает с концертами на X международном фестиваль «Jazz — Kaar» в Таллинне. На международном «Фестивале одной песни» в г. Пярну, Эстония, Татьяна Боева награждена личной премией Пола МакКартни за лучшее исполнение песни «Yesterday».
2001 — I международный Джаз-Карнавал в Одессе. В этом же году Татьяна Ивановна стала победительницей в номинации «Певица года» по опросу читателей газет «Аргументы и факты», «Комсомольская правда», «Теленеделя».
2002 — выступление на II международном Джаз-Карнавале в Одессе.
2003 — Татьяна выступает на сценах III международного Джаз-Карнавала в Одессе и I международного джаз-фестиваля в Коктебеле.
2004 — выступление на IV международном Джаз-Карнавале в Одессе. В этом же году в Одесской областной филармонии состоялся концерт Татьяны Боевой с Анатолием Кроллом и Юрием Кузнецовым.
2005 — Татьяна Боева — член жюри международного фестиваля песни «Лица друзей», г. Кагул, Молдова.
В 2007 году Татьяна Ивановна исполнила песню «Я быть хочу с тобой» для саундтрека к фильму Зазы Буадзе «Деньги для дочери» (производство «Стар Медиа» и Production.UA).
9 июня 2011 года в Одесской филармонии состоялся юбилейный концерт, посвященный 60-летию певицы.
7 мая 2012 в 6 утра в возрасте 60 лет Татьяна Боева скончалась от рака поджелудочной железы.
За несколько дней до смерти певицы в Министерство культуры были направлены документы о присвоении ей звания «заслуженной артистки Украины»
Похоронена на Таировском кладбище Одессы.

## Высказывания о Боевой
Алексей Коган, журналист, ведущий передач радио «Эра»:
Боева для меня — это воплощение джазового пения у нас в стране. Кроме того — это человек, который не признан и не понят до конца и не оценён… Поэтому мне всегда за неё было обидно, ведь речь идёт о певице, которая очень многих других может научить и много всего им полезного рассказать.
...

Мне её пение напоминает негритянскую культуру. К слову, если Лариса Долина считает Татьяну своей учительницей, то есть, то что умела когда-то Лариса, (сейчас, по-моему, уже не умеет), вот эта „чернота“ в голосе, это всё исходило от Боевой. Как говорят: белый человек — поёт из головы, цветной человек поёт из сердца, а чёрный из живота. Боева достаёт свой голос именно из живота. Как чёрные говорят — оттуда всё и начинается… И поэтому, её голос всегда убеждает.
Евгения Стрижевская, автор радиопередач «Джазове Місто», «Джаз-Пик»:
Татьяну Боеву называют „августейшей“, „лучшей из лучших“, „певицей года (и не одного)“, „лучшей исполнительницей… всего, за что бы она не бралась“, „чёрным голосом с белой душой“… Но далеко не каждый может понять эту „белую душу“, а разобравшись — не пользоваться ею в корыстных целях. Боевой вохищаются громко и затаённо тихо...

## Высказывания Татьяны Боевой
Во время уроков, когда ученик вдруг начинал ошибаться, Татьяна Ивановна часто говорила:
Ты не пой, лучше ходи...
Петь нужно так, чтобы каждая нота „отвечала за базар“.
Шара - это очень плохо!